# Ignác z Loyoly
Svatý Ignác z Loyoly, SJ, rodným jménem Íñigo López de Loyola (asi 23. října 1491, Azpeitia – 31. července 1556, Řím) byl duchovním otcem a spoluzakladatelem Tovaryšstva Ježíšova (jezuitů) a jeden z největších křesťanských mystiků. Vyvinul též metodu duchovních cvičení – exercicií, které mají sloužit k očistě ducha.

## Život

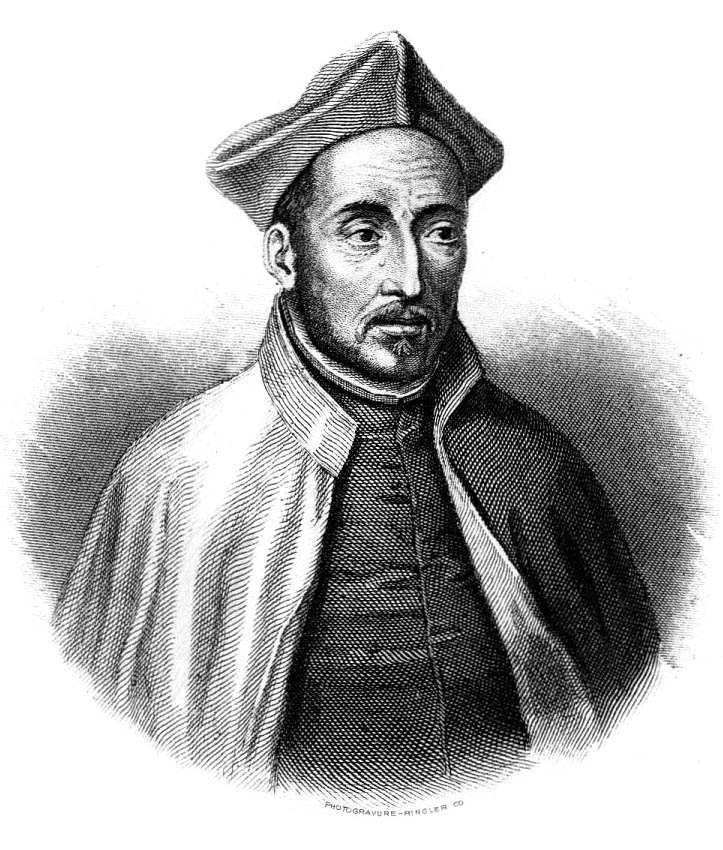
Ignác z Loyoly

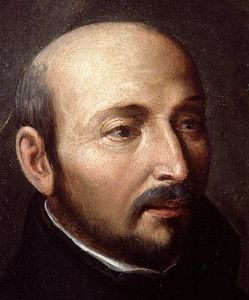
Ignác z Loyoly

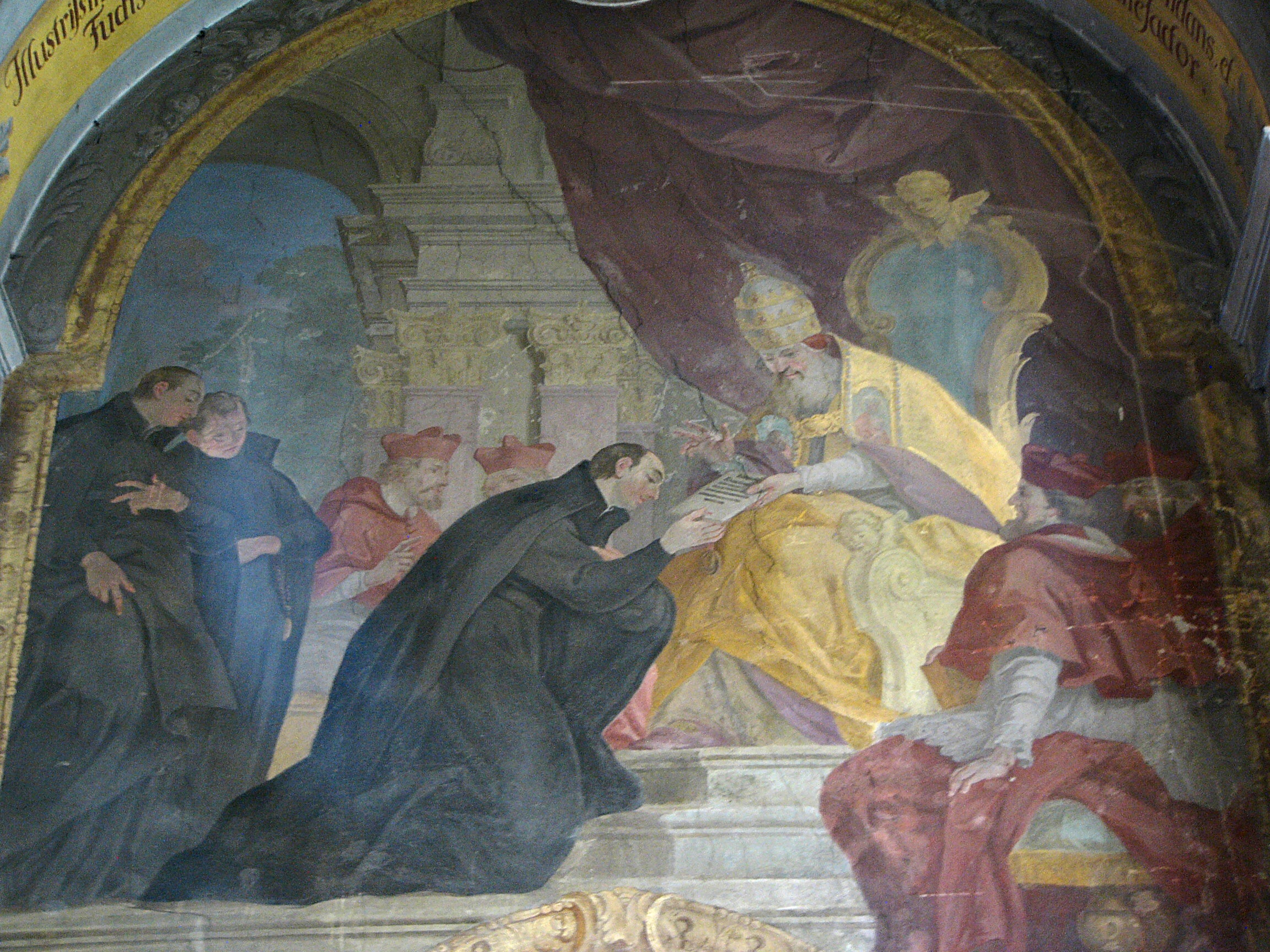
Freska Potvrzení regulí jezuitského řádu v kostele Panny Marie Sněžné v Olomouci zobrazuje, jak Ignác z Loyoly přijímá papežskou bulu Regimini militantis Ecclesiae od papeže Pavla III. Namaloval Jan Kryštof Handke po roce 1743.

### Mládí
Své jméno Íñigo získal při křtu a později v dospělosti přijal jméno Ignác. Ignác z Loyoly se narodil na hradě Loyola poblíž města San Sebastian v Baskicku do urozené baskické rodiny. Byl nejmladší ze 13 dětí. Když mu bylo sedm let, zemřela mu matka. V mládí vedl rozmařilý život. Jeho vychovatelé se ho snažili vzdělávat v takových disciplínách, aby z něj vyrostl zdatný rytíř, člověk galantního chování a vystupování. K jeho výchově měl přispět i pobyt v rodině kastilského hodnostáře Juana Velásqueze de Cuéllar v Arévale (od roku 1506 do roku 1517), díky němuž mohl sloužit na dvoře španělského krále Ferdinanda Aragonského jako páže. Poté se stal členem osobní stráže vévody z Nájery a navarrského místokrále Antonia Manriqueho de Lara.
V roce 1517 vstoupil do armády. Dne 20. května 1521 utrpěl vážné zranění nohy (dělovou koulí) při obraně Pamplony před Francouzi a několik měsíců se léčil na otcově hradě. Léčba se moc nedařila a Ignác byl dokonce zaopatřen svátostí umírajícího. Během rehabilitace si krátil čas čtením knih o Ježíši Kristu a životopisů svatých (např. Legendu aurea psanou Jakubem de Voraginem). Tato četba na něj zapůsobila natolik, že se rozhodl oddat duchovnímu životu a jeho touhou se stalo „vykonání velkých věcí v božích službách".

### Příprava na duchovní kariéru
Během léčení u něj došlo k několika intenzívním duchovním prožitkům. Už v této době započal s exerciciemi (duchovní cvičení) – sérii meditací, jejichž smyslem bylo očistit a pročistit mysl i ducha (exercicie – jak popisuje Ignác, jsou zápisy z jeho vlastních duchovních zkušeností, které si myslel že mohou být hodnotné i jiným). Po něm je zdědil Řád jezuitů a v současné době je přebírají i další řády. Mnoho lidí argumentuje, že právě vedení exercicií významných církevních osobností bylo důležitým prostředkem katolické reformy.
Ignác z Loyoly vykonal pouť do Svaté země po svém rozhodnutí změnit životní cestu (po svém zranění). Nejprve se vydal do známého benediktinského kláštera Montserratu nedaleko Barcelony, kde vykonal generální zpověď, celou noc probděl před obrazem Matky Boží, aby jí mohl odevzdat svou dýku a meč, svlékl zde světský šat a oblékl poutnické roucho. Taková „noční stráž" byla součástí rytířského ceremoniálu, kterým obvykle začínal urozený šlechtic svou kariéru. Následujícího rána se odebral do městečka Manresy, kde trávil dny rozjímáním. Zde měl také vidění, díky němuž u něj došlo k mystickému obratu (konverzi). V Manrese hodně četl, meditoval, přemítal a hlavně napsal náčrt Duchovních cvičení, která jsou plodem jeho vlastních duchovních bojů a zkušeností. Nejdříve ho jeho duchovní vývoj uspokojoval, většinu času trávil modlením, ošetřoval nemocné, živil se z milodarů atd. Později ho začala přepadat pokušení a výčitky svědomí, kvůli zbožné Doně Inés, se kterou se v Manrese seznámil. Kvůli těmto výčitkám se postil tak drasticky, že si přivodil těžké onemocnění, jehož následky ho provázely po celý život.
V únoru roku 1523 opustil Manresu a vydal se přes Řím, kde získal od papeže povolení k pouti do Jeruzaléma, do Benátek a lodí do Svaté země, kde tedy navštívil Jeruzalém a Boží hrob. Chtěl zde zůstat, ale toto rozhodnutí přineslo nepřízeň františkánů. O poutníky zde totiž nebyla nouze, a tak se vydal lodí zpět do Španělska. Cestou ho potkalo několik svízelných situací (nedostatek peněz k přepravě lodí, povolení projít městem apod.). Je zapsáno v jeho životopisných dílech, že si nenechával ani dostatek a mnohdy a mnohde rozdával i svůj oděv žebrákům – stal se „poutníkem s holí".
Navštívil několik klášterů, aby se inspiroval. Šlo zejména o benediktinský klášter Montserrat a již zmíněný klášter Manresa, kde při delším pobytu rozvinul svůj asketismus.

### Studium

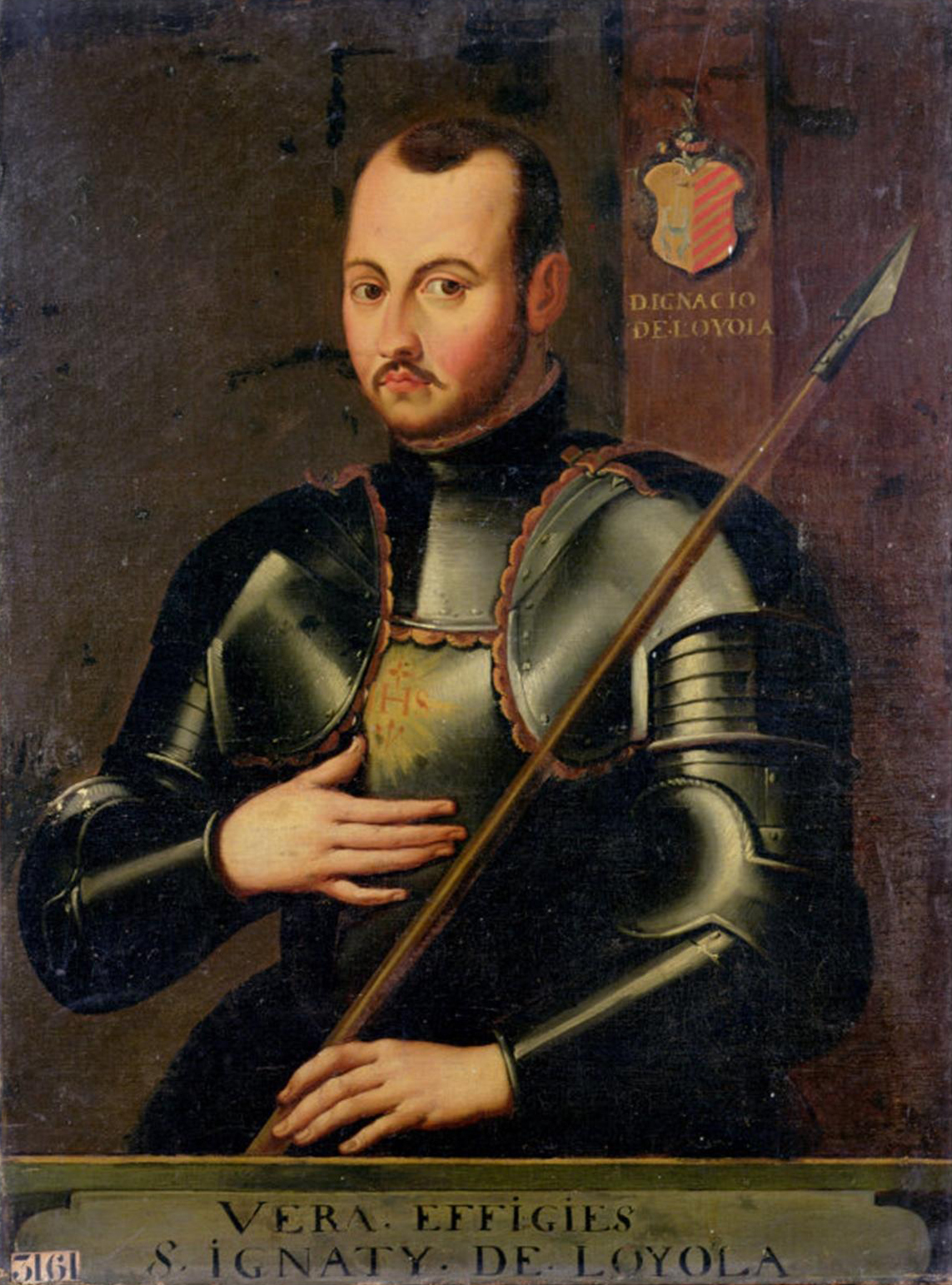
Ignác z Loyoly v brnění (obraz ze 16. století)

Došel k přesvědčení, že se stane knězem, a tak v roce 1526 nastoupil na latinskou školu v Barceloně, kde se učil základnímu vzdělání mezi devítiletými chlapci. Po dvou letech na této škole složil zkoušku a na radu svého učitele se rozhodl pokračovat ve studiu na univerzitě v Alcalá de Henares, kde na artistické fakultě navštěvoval studium generale. Ve volném čase poučoval své kamarády o křesťanské nauce. Kvůli těmto sezením (jejichž nauku směli šířit pouze kněží) se dostal do rozporu se svatou inkvizicí a byl uvězněn v inkvizičním vězení. Po 42 dnech byl opět propuštěn a odešel z Alcalá na dominikánskou univerzitu do Salamanky, kde byl podezírán inkvizitory z přejímání myšlenek Erasma Rotterdamského a uvězněn.
Po propuštění pokračoval ve výuce v Paříži, kde v roce 1528 nastoupil na univerzitu na kolej Montaigu. Do Paříže se vydal mj. proto, že neuměl francouzsky, a nemohl se tedy věnovat apoštolátu. Zde sedm let studoval (v latině, jelikož neuměl francouzsky) a zároveň šířil své ideje a poskytoval studentům exercicie. Ale ani v Paříži se nedokázal Ignác vyhnout apoštolátu a dával exercicie třem španělským studentům, kteří kvůli nim zásadně změnili svůj způsob života. Kvůli těmto „ovlivněným" se zde zvedla vlna spolužáků a profesorů proti Ignácovi, kteří ho označovali za „rozkladný živel", za kacíře... V roce 1530 začal studovat na koleji sv. Barbory v Rue Valette. Absolvoval tříletý filozofický kurs, logiku, fyziku a metafyziku a 14. března 1534 získal titul magistra filozofie. V Rue Valette také nalezl spřízněné duše, které později vytvořily jádro Tovaryšstva Ježíšova - (Simon Rodriguez, František Xaverský, Petr Faber, Alfonso Salmeron, Jacob Laines, Diego Laínez a Nicholas Bobedilla). Tato skupina lidí se označovala jako „přátelé v Pánu" a dodržovala sliby čistoty a chudoby. K těmto sedmi nejvěrnějším o něco později přibyli ještě Claudius Jay, Jean Codure a Paschal Broet.

### Založení řádu jezuitů
Dne 15. srpna 1534 on a šest společníků v Montmartre založili Societas Jesu – s úmyslem vést sociální a misionářskou činnost v Jeruzalémě, nebo bez otázek jít tam, kam je papež pošle. Nový řád představoval zvláštní a unikátní spojení mystiky a vojenské kázně, jedním z hlavních příkazů byl příkaz poslušnosti nadřízenému, přičemž celý řád měl být cele podřízen a plně ke službám papeži.
V roce 1537 navštívila skupina zakladatelů řádu Itálii, aby požádala papeže o schválení řádu (chtěli vytvořit pevné společenství Compañía de Jesús). Papež Pavel III. schválil řád v roce 1539 ústně a 27. září 1540 vydal papežskou bulu Regimini militantis Ecclesiae – zakládací listinu řádu jezuitů. Dal jim tak svolení ke svěcení na kněze. Dne 24. června je v Benátkách vysvětil na kněze biskup z Arba Vincenzo Nigusanti. Jelikož válka mezi císařem, Benátkami, papežem a Osmanskou říší znemožňovala cestu do Svaté země, rozhodli se prozatím zahájit činnost v Itálii.

## Generál řádu jezuitů
V roce 1541 byl do čela řádu zvolen 1. generál - Ignác z Loyoly. Hlavním heslem bylo: „Omnia ad maiorem Dei gloriam." neboli „Vše pro větší slávu Boží." V roce 1539 dal Ignác Tovaryšstvu jasné formule. V pěti kapitolách stanovil hlavní cíle a povinnosti řádu, které byly označeny za povinné a svaté. Definitivní řádovou ústavou se staly Constitutiones Societas Iesu (Konstituce), kterým se Ignác pořádně věnoval až od roku 1547 společně se svým sekretářem Janem Polancem. Tento text byl dokončen v roce 1552 a napsán byl španělsky. Původní znění Konstitucí řád dodržuje dodnes. Generál usiluje o „střední cestu" v pojetí řádového života a zakazuje jeho členům ctižádost a úsilí o významné církevní postavení mimo Tovaryšstvo.

## Význam Ignáce z Loyoly
Jako mystik proslul Ignác svou trinitární a christologickou mystikou. Jeho osoba byla známa i pro tzv. dar slz. Napsal modlitbu Duše Kristova. V roce 1609 byl blahoslaven a v roce 1622 svatořečen.

## Výtvarné umění
Ve výtvarném umění je Ignác zobrazován jako muž střední postavy v řádovém hábitu, plešatící s krátkým plnovousem. Atributy je kniha s jezuitským heslem Ad maiorem Dei gloriam (K větší slávě Boží), řádový monogram IHS a emblém srdce s trnovou korunou. Bývá také zobrazován před oltářem v ornátu. Zobrazovány jsou i scény z jeho života: Zranění u Pamplony s viděním sv. Petra, častá je scéna, jak na cestě se společníky do Říma se modlí v kapli a zjevuje se mu Kristus s křížem se slovy Ego vobis Romae propitius ero (Pomohu vám na cestě do Říma) – vidění, které ho inspirovalo pro volbu názvu řádu. Další scény jsou klečící Ignác před papežem Pavlem III., kterého žádá o schválení řádu, žehnání Františku Xaverskému před cestou na Východ, vítající Františka Borgiu. Posmrtné zázraky uzdravení jsou zobrazovány v podobě nemocných a posedlých, kterým žehná Ignác stojící na posledním oltářním stupni se společníky. Objevují se také oslavné apoteózy sv. Ignáce jako na Pozzově nástropní fresce v kostele sv. Ignáce v Římě.